# Клоссовский, Александр Викентьевич
Александр Викентьевич Клоссовский (1846, Житомир ‒ 31 марта [13 апреля] 1917, Петроград) — русский метеоролог, заслуженный профессор Новороссийского университета, член-корреспондент Петербургской Академии Наук.

## Биография
Окончил Волынскую губернскую гимназию, затем — Киевский университет Св. Владимира в 1868 году. Некоторое время был преподавателем в Киевской военной гимназии. С 1876 года — приват-доцент Киевского университета. В 1880 году перешёл на службу в Петербург, приват-доцентом Петербургского университета. С 1881 года — доцент физической географии в Новороссийском университете.
В 1882 году защитил магистерскую диссертацию «Новейшие успехи метеорологии. Одновременная система наблюдений и предсказание погоды». Это был первый опыт учебного пособия по синоптической метеорологии.  В 1884 году защитил докторскую диссертацию «К учению об электрической энергии в атмосфере (Грозы в России)». Работа была удостоена золотой медали Императорского Русского географического общества и золотой медали графа Толстого от Императорской академии наук. В том же 1884 году он был избран экстраординарным, в 1886 году — ординарным профессором Новороссийского университета; затем стал заслуженным профессором университета.
Близ Одессы, на Малом Фонтане,построил магнитно-метеорологическую обсерваторию Новороссийского университета, снабжённую самопишущими инструментами (открыта 1894 году).
В 1893 году получил от Императорского Русского географического общества большую золотую медаль графа Литке. Стал одним из организаторов метеорологической сети, названной им «Сетью юго-западной России», охватывавшей главным образом губернии: Бессарабскую, Херсонскую, Таврическую, южные части Киевской и Подольской. Станции были, главным образом, дождемерные, грозовые, наблюдающие над высотой снега; на них вёлся подробный и краткий сельскохозяйственные дневники. Издавалось «Метеорологическое Обозрение. Труды метеорологической сети юго-западной России» (6 томов). Стараниями Клоссовского при Новороссийском университете (на Малом Фонтане) 1894 году была открыта магнитно-метеорологическая обсерватория с самым современным на тот момент оборудованием.
С 1909 года Клоссовский жил в Санкт-Петербурге, преподавал в Петербургском университете и на Высших женских курсах.
В 1873 году был награждён орденом Св. Анны 3-й степени.
С декабря 1909 года — член-корреспондент Петербургской Академии наук (физико-математическое отделение, разряд физический).
Похоронен в Санкт-Петербурге на Никольском кладбище Александро-Невской лавры.

## Семья
Жена — Варвара Павловна Клоссовская (1855–1937), детская писательница, автор воспоминаний о своем муже. После Октябрьской революции 1917 года — в эмиграции в Германии.
Дочь — Наталья Александровна Клоссовская (1885–1914). Ее муж — Николай Иванович Туган-Барановский (1870—1935, Варшава), сенатор, директор канцелярии министерства путей сообщения, брат политика М.И.Туган-Барановского.  
Зимой 1914 года с Натальей Александровной произошел несчастный случай, она лечилась во Франции и в Австрии, в связи с началом Первом Мировой войны была вынуждена прервать лечение. Похоронена на Никольском кладбище Александро-Невской лавры
- Внук — Леон Туган-Барановский[англ.], шахматист.